# Neutralizzazione (linguistica)
La neutralizzazione, in ambito fonologico, è il venir meno di una opposizione fonologica in determinati contesti.
Un esempio classico è la desonorizzazione finale che riguarda le occlusive finali in diverse lingue (tedesco, russo, milanese...). Il tratto [+sonoro] di una consonante in fine di parola, per esempio /d/ in  roeud "ruote" (milanese) viene neutralizzato in questa posizione, così che l'occlusiva viene pronunciata sorda [t]. Le due parole roeut "rutti" e roeud "ruote" divengono così omofone, essendo venuto a mancare il tratto distintivo della sonorità. 
Questa regola di neutralizzazione può essere così formulata:
C[+son] --> C[-son] | _#
Un altro esempio è offerto dall'opposizione, in italiano, tra [ɔ] (vocale posteriore semiaperta arrotondata) e [o] (vocale posteriore semichiusa arrotondata). In certi contesti, questa opposizione è contrastiva (esiste la coppia minima [bɔtte] vs. [botte]). L'opposizione tra [ɔ] e [o] è però neutralizzata in sillabe atone, di modo che la [ɔ] di [cɔro] diventi [o] in parole come corale o corista (dove la o è in sillaba atona).
Rilevante ai fini della neutralizzazione è il concetto di marcatezza. Un segmento non marcato è quello che tende a sopravvivere foneticamente in un processo di neutralizzazione. In tedesco, la neutralizzazione del tratto [±sonoro] per le consonanti occlusive in fine di parola rende queste consonanti sorde (il valore non marcato del tratto).
In senso più ampio, il concetto di neutralizzazione può essere impiegato anche in altri ambiti linguistici.